# سد مرزوق
سد مرزوق، هو سد في المملكة العربية السعودية تم افتتاحه عام 1987 ويقع في منطقة الباحة.